# Český radioklub
Český radioklub (ČRK) je zájmovým sdružením radioamatérů v České republice. Je nezávislým, nepolitickým a nepodnikatelským občanským sdružením. Jeho stanovy zaručují bezprostřední vliv členů na demokratické řízení všech společných záležitostí. Vznikl 10. května 1990 jako právní nástupce předchozích radioamatérských spolků v ČR a v Československu.
Jako největší radioamatérská organizace v ČR reprezentuje zájmy českých radioamatérů v Mezinárodní radioamatérské unii (IARU). Je členem Sdružení sportovních svazů České republiky (SSS ČR) – bývalého Svazarmu.

## Cíle
Stanovy Mezinárodní radioamatérské unie určují celé unii i národním členským sdružením tyto společné cíle:
- zastupování zájmů radioamatérství na konferencích a schůzích i mezi schůzemi mezinárodních telekomunikačních organizací,
- dosažení shody mezi národními radioamatérskými sdruženími o záležitostech společného zájmu,
- šíření radioamatérství jako prostředku technického sebevzdělání mladých lidí,
- podpora technických a vědeckých výzkumů v oblasti radiokomunikací,
- propagace radioamatérství jako prostředku záchrany při přírodních katastrofách,
- šíření mezinárodní dobré vůle a přátelství,
- podpora členských sdružení při rozvoji radioamatérství jako hodnotného národního statku, zejména v rozvojových zemích, a
- rozvoj radioamatérství v zemích, jež nejsou zastoupeny členskými sdruženími.

## Činnost
Hlavním posláním je rozšiřovat a hájit prostor pro naplňování zájmů všech přátel radioamatérského hobby v ČR. ČRK representuje radioamatéry vůči vládním místům ČR, zejména vůči Českému telekomunikačnímu úřadu. Spolupracuje s radioamatérskými organizacemi sousedních států ke koordinaci sítě pozemních převaděčů, majáků, nódů packet radia atd. i mnoha dalších činností.
Český radioklub nabízí členům i ostatním radioamatérům všechny služby obvyklé ve vyspělých zemích světa, zejména:
- vydávání časopisu Radioamatér
- zprostředkování výměny radioamatérských staničních lístků – QSL služba
- publikaci široké palety informací na webových stránkách Českého radioklubu
- vydávání elektronického Bulletinu Českého radioklubu
- poskytování informací a zpráv pro radioamatéry ve vysílači OK1RCR
- provoz diplomového oddělení Českého radioklubu včetně check-pointu DXCC
- vydávání registračních SWL čísel pro posluchače
- vedení OK Call Booku
- pořádání mezinárodních i domácích radioamatérských závodů včetně vyhodnocení Mistrovství ČR v práci na KV, Mistrovství ČR v práci na VKV a Mistrovství ČR juniorů v práci na VKV
- vydávání základní řady českých radioamatérských diplomů
- pořádání representativního mezinárodního setkání českých i zahraničních radioamatérů
- podpora rozvoje sítě radioamatérských majáků, pozemních převaděčů
- podpora kursů pro začínající radioamatéry
- vydávání publikací a pomůcek pro radioamatéry
- úhrada příspěvku Mezinárodní radioamatérské unii za vlastní členy
- pořádání soutěží dětí a mládeže v radioelektronice

## Předsedové
- 1990–1990 OK2FD Ing. Karel Karmasin
- 1990–1991 OK1PD Ing. Josef Plzák
- 1991–2004 OK1MP Ing. Miloš Prostecký
- 2004–2009 OK1VJV Ing. Jaromír Voleš
- 2009–2013 OK1AOZ Ing. Jiří Němec
- 2013–dosud OK1RI Ing. Jiří Šanda